# 新戀愛白書
《新戀愛白書》（原名：BOYS BE…）是原作、玉越博幸繪畫的一部少年漫畫作品，在台灣翻譯成新戀愛白書。另被改编成電視動畫BOYS BE... 與日本的舞台劇。

## 介紹
《新戀愛白書I》第一部為1-32集冊，在這眾多的小故事中，只有3個失戀的故事，其它都是成功的青春告白。
《新戀愛白書II》第二部為1-20集冊，在這裡還是沿用傳統的小故事，不過在這其中還多出了許多的白癡舉動的少年回憶，在其中的BOYS BE...中也首度出現了接續性的故事情節，名為BOYS　BE...JUSTICE，雖然只有短短的六集然而其內容卻非常的豐富好玩。
《新戀愛白書III》第三部為1-6集冊就結束了，這次已經是個連貫性的長篇故事，其中最大的改變為女主角的個性變成固執、不愛理人。其擁有不同於一般少年漫畫的嬌羞小女生的不良少女，此是一個時代的轉變吧！板橋雅宏如此說，在這本漫畫看得出整體的畫風已經逐漸的成熟，筆法也較為細膩了。
然後於2009年4月24日時日本講談社MouRA發佈了最新的連載消息，同樣由板橋雅宏著作與玉越博幸繪畫，同時也會加入很多知名著作與畫家一起聯合創作，並取名為BOYS BE...2009 1学期。